# Caio (Fußballspieler)
Caio (* 29. Mai 1986 in Mirandópolis, São Paulo; bürgerlich Caio César Alves dos Santos) ist ein brasilianischer ehemaliger Fußballspieler, der zuletzt bei Desportivo Brasil unter Vertrag stand. Caio ist im deutschsprachigen Raum bekannt, weil er viele Jahre beim Bundesligisten Eintracht Frankfurt und beim Schweizer Rekordmeister Grasshopper-Club Zürich spielte.

## Karriere
Caio kommt aus der Jugend von Grêmio Barueri aus dem Großraum São Paulo. Von dort wurde er nach Campinas zu Guarani FC, nach Porto Alegre zum SC Internacional und zurück nach São Paulo, diesmal zum Erstligisten und Traditionsverein SE Palmeiras, verliehen.

### Eintracht Frankfurt
Im Januar 2008 wurde Caio an Eintracht Frankfurt verkauft. Dort unterzeichnete er einen Vertrag bis zum 30. Juni 2012 ohne Ausstiegsklauseln. Sein Bundesligadebüt gab er am 16. Februar 2008, als er gegen Hansa Rostock in der 83. Spielminute für Michael Fink eingewechselt wurde. Sein erstes Bundesligator schoss er in seinem dritten Spiel: Gegen Energie Cottbus traf er am 20. März 2008 in der 59. Spielminute. Zum Start der Saison 2008/09 zog er sich den Unmut der Club-Verantwortlichen zu, als er, wohl wegen seines sichtbaren Übergewichts, noch vor seinem Teamkollegen Faton Toski die Leistungstests zur Ermittlung der Laktat- und Fitnesswerte erheblich zu früh abbrechen musste. Auch den Laktattest zu Beginn der Winterpause der Saison 2008/09 bestand Caio nicht. Trotz der ständigen Zweifel an seiner körperlichen Verfassung kam er unter seinem letzten Trainer Michael Skibbe häufiger zum Einsatz. Einen Stammplatz konnte er sich aber nicht erkämpfen. Auch neben dem Platz unterstrich Caios Verhalten seine Probleme bei der Eingewöhnung in Deutschland.
Im Januar 2011 hatten sich alle Parteien auf einen Wechsel Caios zum FK Dynamo Moskau geeinigt. Weil bei der sportmedizinischen Untersuchung aber eine Knorpelproblematik in Caios linkem Knie festgestellt wurde, kam der Transfer nicht zustande.

### Rückkehr nach Brasilien und Grasshopper Zürich
Nach Auslaufen seines Vertrages verließ Caio die Eintracht nach der Saison 2011/12. Ein Wechsel zum Figueirense FC (Südbrasilien) scheiterte wieder an der sportmedizinischen Untersuchung.
Am 2. August 2012 unterschrieb er beim Club EC Bahia aus Salvador da Bahia.
Nach einer kurzen Spielzeit für Atlético Goianiense unterschrieb Caio im Juli 2013 beim Grasshopper Club Zürich einen Vertrag bis 2016 in der Schweizer Super League. Dort wurde er zeitweise wieder – wie zu seiner Zeit bei Eintracht Frankfurt – von Michael Skibbe trainiert.
In der Schweiz blieb Caio weitgehend frei von Verletzungssorgen, welche ihn in seiner bisherigen Karriere ausgebremst hatten. So entwickelte sich der ehemalige Bundesligaspieler bei GC zum Schlüsselspieler und Publikumsliebling.
In seiner ersten Saison verhalf Caio den Zürchern zu Platz 2 in der Schweizer Fussballmeisterschaft und dem Einzug in die Qualifikation zur Champions League. Caio erzielte während seiner ersten Saison in der Schweiz 13 Treffer und 7 Vorlagen.